# Гореня Подгора
Гореня Подгора (словен. Gorenja Podgora) — поселення в общині Чрномель, регіон Південно-Східна Словенія, Словенія. Висота над рівнем моря: 400,3 м.